# 落門の滝
落門の滝（らくもんのたき）は、大分県竹田市大字会々にある滝である。落差約40m。別名、下木の滝。国の登録記念物に登録されている。

## 概要
JR九州豊肥本線豊後竹田駅裏手の切り立った崖にかかる滝である。市の主要駅の近くに落差の大きな滝があり、駅舎越しに見渡すことができる光景は、他に類を見ない。
落門の滝という名は、江戸時代の豊後の儒学者広瀬淡窓がこの滝のことを詠んだ漢詩の一節「断崖落泉大夫門」から採られたものである。竹田駅前の橋のたもとには、この漢詩を刻んだ石碑が建てられている。別名の下木の滝は、この地区の地名に因る。
この滝は、自然河川に架かる滝ではなく、第3代藩主中川久清が熊沢蕃山を招いて築いた城原井路の末流が流下しているものである。城原井路は竹田市北西部の丘陵地を灌漑する農業用水であり、このため、落門の滝には季節によっては流水がないこともある。
また、寒い日が続いたときには氷の滝が見られる。

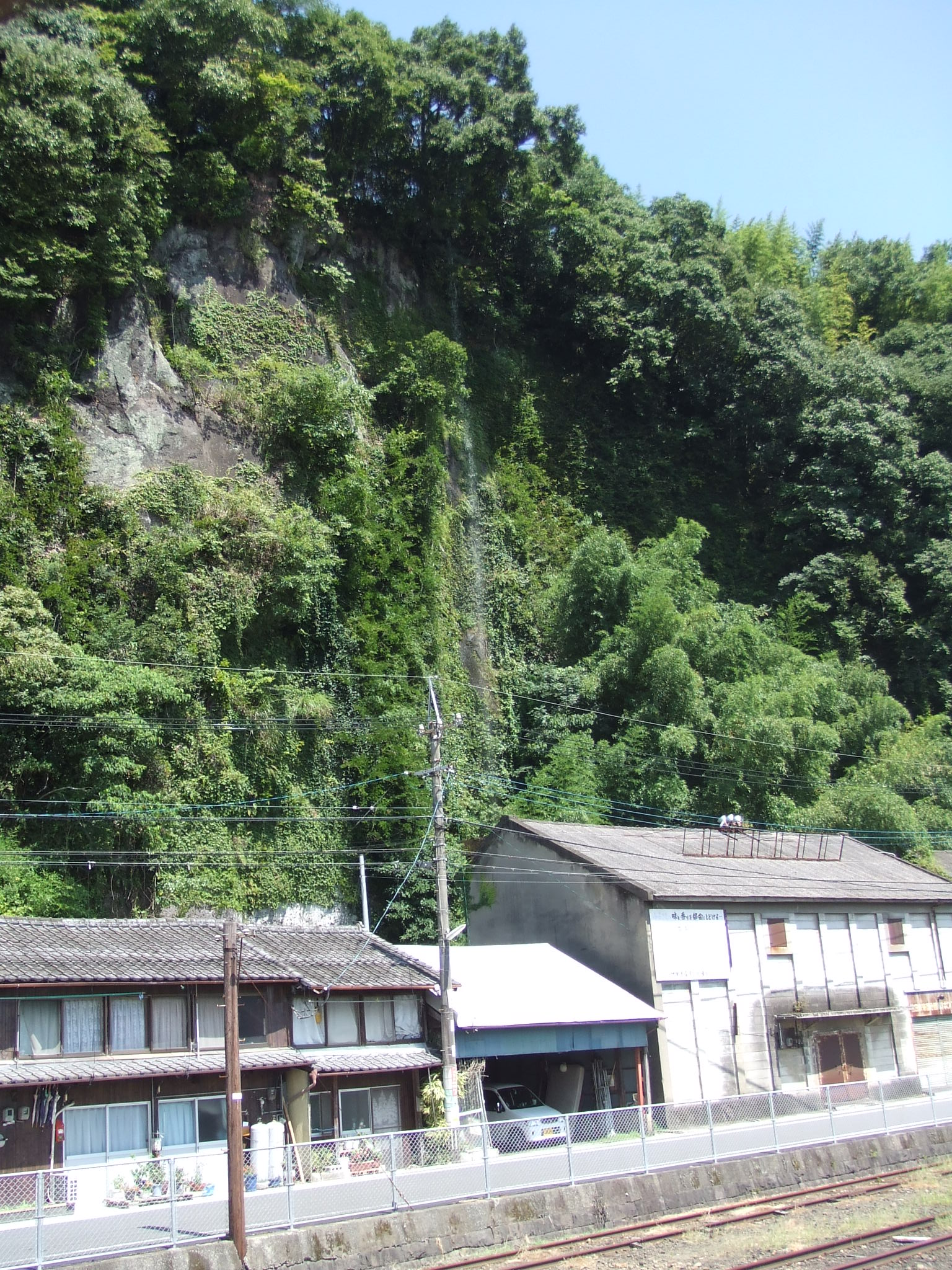
落門の滝（2007年8月）